# Парати (Лече)
Парати (итал. Parati) је насеље у Италији у округу Лече, региону Апулија.
Према процени из 2011. у насељу је живело 11 становника. Насеље се налази на надморској висини од 54 м.